# English National Ballet
English National Ballet er et af Storbritanniens førende balletkompagnier. Det blev grundlagt i 1950 af Alicia Markova og Anton Dolin, først under navnet Festival Ballet.

## Eksternt link
- English National Ballets officielle hjemmeside Arkiveret 30. september 2020 hos  Wayback Machine

| Pied sur la pointe | Spire Denne artikel om ballet er en spire som bør udbygges. Du er velkommen til at hjælpe Wikipedia ved at udvide den. |